# Isorropus aureomaculata
Isorropus aureomaculata är en fjärilsart som beskrevs av Gottfried Christian Reich 1935. Isorropus aureomaculata ingår i släktet Isorropus och familjen björnspinnare. Inga underarter finns listade i Catalogue of Life.